# Yakuza Apocalypse
Yakuza Apocalypse (極道大戦争, Gokudō Daisensō) és una pel·lícula d'acció fanàstica de yakuzes i vampirs japonesa del 2015 dirigida per Takashi Miike i protagonitzada per Hayato Ichihara, Yayan Ruhian i Riko Narumi. Va ser escrita per Yoshitaka Yamaguchi. Es va estrenar al 68è Festival Internacional de Cinema de Canes el 21 de maig de 2015, abans d'estrenar-se a les sales el 20 de juny a tot el Japó.

## Argument
Genyo Kamura és un cap benèvol de la Yakuza que secretament és un vampir. Per això, pot suportar gairebé totes les lesions, però també ha de beure sang periòdicament d'altres persones. Un dia, un sacerdot pistoler i un artista marcial anomenat Mad-Dog arriben a la ciutat de Kamura, on decapiten Kamura i fereixen el seu segon al comandament Akira Kageyama. En els seus últims moments, el cap moribund de Kamura mossega en Kageyama, convertint-lo també en un vampir.
Atordit i confós, Kageyama vaga pels carrers i mossega a un transeünt, que també es converteix en vampir, la qual cosa inicia una epidèmia de vampirs. Finalment, tota la població de la ciutat es converteix en vampirs, excepte els Yakuza locals, ja que als vampirs no els agrada la sang dels Yakuza.
Mentrestant, es revela que el Capità Yakuza ha estat treballant en secret per al sacerdot i Mad-Dog, que parlen d'un "monstre modern" que se suposa que arribarà a la ciutat amb retard. A més, el capità comença a mostrar un comportament estrany i el seu cervell comença a fondre's i esporàdicament a sortir del seu conducte auditiu. Es revela que el "monstre modern" és un home amb disfressa inflable de granota que és un excel·lent acròbata artista marcial i pot hipnotitzar persones.
En el clímax de la pel·lícula, dos germans Yakuza aconsegueixen matar el sacerdot i intenten matar el monstre, però els maten. Mentrestant, un nen vampir amb destral mata el capità divagant. Després d'això, Kageyama i el monstre granota tenen un duel en el qual la disfressa del monstre es destrueix excepte la seva màscara facial, i sembla que Kageyama mata el monstre en treure's 2 Band-Aid que cobria el melic del monstre.
Kageyama, debilitat, fa un petó al seu interès amorós Kyoko, i després d'això, ell i Mad-Dog tenen una prova de força prolongada durant la qual mor Mad-Dog. La pel·lícula acaba amb en Kageyama fent créixer les ales de ratpenat i volant, mentre la Kyoko fa sonar un gong i una versió gegantina del monstre vestit de granota comença a destruir el paisatge.

## Repartiment
- Hayato Ichihara com Akira Kageyama
- Yayan Ruhian com a Kyoken (狂犬) / Mad Dog
- Riko Narumi com a Kyōko Anan
- Lily Franky com a Genyō Kamiura
- Reiko Takashima

## Producció
La producció de la pel·lícula va començar el 17 d'abril de 2014. La pel·lícula compta amb l'actor i coreògraf indonesi Yayan Ruhian, que abans havia protagonitzat The Raid i The Raid 2. Marca la seva primera incursió a actuar fora de la seva Indonèsia natal.

## Recepció
La pel·lícula va rebre crítiques mixtes i positives de la crítica. A Rotten Tomatoes, la pel·lícula té una puntuació del 63%, basada en 40 ressenyes. Metacritic informa d'una puntuació de 62 sobre 100, basada en 14 crítiques, que indica "crítiques generalment favorables".